# Liste der Mitglieder der Deutschen Akademie der Naturforscher Leopoldina/1734
Die Liste der Mitglieder der Deutschen Akademie der Naturforscher Leopoldina für 1734 enthält alle Personen, die im Jahr 1734 zum Mitglied ernannt wurden. Insgesamt gab es zwei neu gewählte Mitglieder.

## Mitglieder
| Nr. | Name                             | Beiname         | Geboren       | Aufnahme | Gestorben     | Bild                           |
| --- | -------------------------------- | --------------- | ------------- | -------- | ------------- | ------------------------------ |
| 443 | Otto Philipp Virdung von Hartung | Melissus II.    | 8. Juli 1696  | 11. Aug. | 1758          |                                |
| 444 | Burcard David Mauchart           | Plistonicus II. | 19. Apr. 1696 | 12. Nov. | 11. Apr. 1751 | Burkhard David Mauchart (1746) |